# 孙继海
孙继海（1977年9月30日—），中國遼寧大连人，职业足球运动员，曾长期入选中国国家足球队。孙继海能力全面，曾经出任过中后场各个位置，不过主要以作为右边后卫著称。他曾經長期代表曼城足球會征戰英格蘭超級聯賽，在英超中的出場紀錄是130場，也是第一位在英超聯賽上進球的東亞球員。

## 职业生涯

### 早年
孫繼海於1995年在中國甲A足球聯賽的大连万达(即後來的大连实德)隊開始自己的足球生涯。他在大連度過了三個成功的賽季後，他和范志毅於1998年8月14日一起轉會到当时英甲（现在的英冠）由前中國隊助教泰德·布克斯顿（Ted Buxton）領導的水晶宮。他們成為中國足球史上第一批在英格蘭足球聯賽踢球的球員。孫繼海第一場代表水晶宮上陣的比賽是於9月15日在沃辛頓杯第一輪對上，在那場比賽，水晶宮以0-3負於對手。由於未能適應英格蘭足球快速而體力化的打法，孫繼海在球季中上陣23場聯賽及2場盃賽，共被罰4黃兩紅。

### 曼城
2002年2月27日，孫繼海加盟當時仍在次級聯賽英甲作賽的曼城，他是以200萬英鎊自大连实德轉會過去。他為曼城上陣的第一場比賽是對上，曼城以4-2擊敗對手。曼城亦在此季取得英甲冠軍，孫繼海隨球會升上英超作賽。
在2002年10月26日，孫繼海成為第一位在英超聯賽上進球的東亞球員，他在作客對伯明翰城攻入一球頭球；幫助球隊以2-0擊敗對手。12月9日孫繼海在作客對時再射入一球。2003年元旦曼城對李铁在陣的，被稱為「中國打吡」而吸引大量傳媒注目，結果2-2打成平手。3月22日曼城0-5大敗給，孫繼海完場前被逐離場，首次在英超見紅。
2003年8月14日在歐洲足協盃大勝TNS5-0中，孫繼海後補不久即射入球隊的第三球，是個人歐洲賽的首個入球。三天後在聯賽作客，孫繼海為曼城埋齋輕勝3-0，射入個人在英超的第三球，無獨有偶，全數作客射入。11月30日孫繼海在主場對擺烏龍導致球隊僅負0-1。
在2004/2005賽季，季前領隊計劃將孫繼海移前擔任右中場。2004年10月16日因為對切尔西球员埃聚尔·古德约翰森铲球导致他自己嚴重受傷，他缺席了賽季接下來幾乎所有的比賽。2005年4月1日仍在復原中的孫繼海續約一年。
2005年7月30日季前熱身賽對孫繼海領紅，幸而只需罰在預備隊停賽一場。11月20日，孫繼海在對布莱克本流浪者比赛是其为曼城所打的第100场比赛。2006年3月20日在對的英格蘭足總盃準決賽中，下半場56分鐘因肘撞而被罰紅牌離場，最終曼城以1-2僅負，賽後孫繼海向隊友致歉。5月3日孫繼海續約曼城兩年到2008年。
2006/07年球季孫繼海因傷缺席曼城開季的比賽，2006年11月23日曼城將孫繼海送到德國慕尼黑，希望徹底治瘉其長期腿後肌傷患。2007年3月24日，闊別國家隊18個月後，他終於對澳大利亚队的国际足球热身赛中，再次為國家隊上陣。
綜觀孫繼海於曼城的表現可算突出，亦是目前少數能在歐洲五大聯賽中站穩陣腳的中國球員。所以在2015年入選英格蘭足球名人堂，在曼城主場伊蒂哈德球場與球迷見面時獲曼城球迷英雄式接待。

### 錫菲聯
2008年夏季即將約滿曼城的孫繼海轉投英冠的錫菲聯，7月17日首場披甲季前熱身賽對比利時的半職業球隊泰尼恩（K.V.K. Tienen），後補上場的孫繼海在短短19分鐘內被罰兩面黃牌而遭逐離場。錫菲聯素有「中國球員墳墓」之稱，之前效力的郝海东及李铁均無上陣紀錄，但孫繼海在錫菲聯開季6場聯賽全數上陣。9月16日主場對，下半場初段因拉倒對方鋒將米切尔·米福苏德（Michael Mifsud）而被罰十二碼，幸而（Elliott Ward）主射斜出宴客，但數分鐘後孫繼海再侵犯米福苏德，被球證紅牌直接驅逐離場，需停賽3場，而領隊凯文·布拉克維爾（Kevin Blackwell）明言孫繼海需付出比停賽更長的時間爭取返回正選陣容。賽後足總起訴孫繼海行為不當（improper conduct）。孫繼海自11月22日作客對後再沒有在聯賽上陣；踏入2009年，亦只曾在4場英格蘭足總盃上陣。

### 返回中国
因为伤病等原因，孙继海在2009年初已经逐渐失去了在錫菲聯队中的位置。2009年6月，孙继海是球员兼助理教练的身份被租借到成都谢菲联。2010年1月8日，孙继海在接受采访中证实已经和陕西浐灞签订了两年的工作合同。
2012年，孙继海隨陕西浐灞迁到贵州继续在球队効力。2014年12月8日，贵州人和足球俱乐部在官方网站上宣布，孙继海与球队的合同12月底到期，双方将不再续约。
2015年，入选英国足球名人堂。在2015年习近平访英期间，曾陪伴习近平参观曼城俱乐部，并在习近平和卡梅伦的见证下，捧起名人堂奖杯。

### 國家隊
2002年6月4日世界杯决赛圈当日对战哥斯达黎加，孙继海被哥斯达黎加针对性做出屡次犯规动作而在26分钟受伤下场，导致中國最终败北 。
2008年6月7日孫繼海在2010年世界杯亚洲区预选赛第二轮中國主場對卡塔爾的比賽中在替補席罵黎巴嫩裁判，當場被直接出示紅牌罰出場，原以為只需停賽1場，賽後被國際足聯追加處罰，禁止代表中國參加國際賽5場，是他繼1999年奧運會預選賽頂撞裁判，被國際足聯禁賽一年後第二次在國際比賽中遭受重罰。此后孫繼海未再入选國家隊。

### 退役
2016年12月11日北京人和队在其官方微博发表公告说，39岁的孙继海“因伤病困扰及未来创业发展需要”申请退役。他现时定居重庆，并在当地经营一家以自己名字命名的足球训练基地。

## 聯賽上陣紀錄
| 球季  | 俱乐部     | 國家   | 上陣 | 入球 |
| ----- | ---------- | ------ | ---- | ---- |
| 1995  | 大连万达   | 中國   | 13   | 0    |
| 1996  | 大连万达   | 中國   | 21   | 0    |
| 1997  | 大连万达   | 中國   | 19   | 0    |
| 1998  | 大连万达   | 中國   | 18   | 1    |
| 98/99 | 水晶宮     | 英格兰 | 23   | 0    |
| 1999  | 大连实德   | 中國   | 8    | 1    |
| 2000  | 大连实德   | 中國   | 21   | 2    |
| 2001  | 大连实德   | 中國   | 23   | 3    |
| 01/02 | 曼城       | 英格兰 | 7    | 0    |
| 02/03 | 曼城       | 英格兰 | 28   | 2    |
| 03/04 | 曼城       | 英格兰 | 33   | 1    |
| 04/05 | 曼城       | 英格兰 | 6    | 0    |
| 05/06 | 曼城       | 英格兰 | 29   | 0    |
| 06/07 | 曼城       | 英格兰 | 13   | 0    |
| 07/08 | 曼城       | 英格兰 | 14   | 0    |
| 08/09 | 錫菲聯     | 英格兰 | 12   | 0    |
| 2009  | 成都谢菲联 | 中國   | 10   | 0    |
| 2010  | 陕西浐灞   | 中國   | 27   | 0    |
| 2011  | 陕西浐灞   | 中國   | 20   | 0    |
| 2012  | 贵州人和   | 中國   | 19   | 0    |
| 2013  | 贵州人和   | 中國   | 28   | 1    |
| 2014  | 贵州人和   | 中國   | 24   | 0    |
| 2015  | 重庆力帆   | 中國   | 28   | 0    |
| 2016  | 北京人和   | 中國   | 9    | 0    |

## 荣誉

### 俱乐部
大连万达
- 中国足球甲A联赛冠军 (4): 1996, 1997, 2000, 2001
- 中国足协杯冠军 (1): 2001
- 中国足球超霸杯冠军 (2): 1996, 2000

 貴州人和
- 中国足协杯冠军 (1): 2013
- 中国足球协会超级杯冠军 (1): 2014

 曼城
- 英甲冠军 (1): 2001-02

### 国家队
中国国家队
- 亚洲杯足球赛

亚军 (1): 2004
- 亚运会

铜牌 (1): 1998

### 个人
- 中国足球年度最佳新人 (1): 1998
- 英格蘭足球名人堂: 2015

## 轶事
孙继海与中国著名围棋棋手古力有交情，退役后共同效力于重庆一支业余足球队。古力曾表示，孙继海的身体条件在中国球员中不算出色，却能立足英超，其“球商”非常高，若学围棋成就不会亚于自己。

## 外部連結
- 足球数据库：孙继海的球员统计数据